# 埃爾韋泰奇山
46°26′49″N 7°46′51″E / 46.446988°N 7.7807°E
埃爾韋泰奇山（Elwertätsch），是瑞士的山峰，位於該國中西部，由伯恩州負責管轄，屬於伯爾尼山的一部分，距離伯爾尼60公里，海拔高度3,208米，每年平均降雨量1,585毫米。